# Alena
Alena je ženské jméno, o jehož původu se vedou spory. Bývá považováno za odvozeninu z ženských jmen Helena (Světlo v temnotách, Pochodeň) či Magdaléna (Magdalská, nebo Věž), nebo za poženštění mužského jména Alan (Svornost). Podle českého kalendáře má svátek 13. srpna.

## Statistické údaje
Následující tabulka uvádí četnost jména v Česku a pořadí mezi ženskými jmény ve srovnání dvou roků, pro které jsou dostupné údaje MV ČR – lze z ní tedy vysledovat trend v užívání tohoto jména:
| Rok       | Četnost    | Pořadí      |
| 1999      | 112 232    | 8.          |
| 2002      | 111 924    | 8.          |
| Porovnání | o 308 méně | žádná změna |
| 2006      | 110 817    | 8.          |

Změna procentního zastoupení tohoto jména mezi žijícími ženami v Česku (tj. procentní změna se započítáním celkového úbytku žen v ČR za sledované tři roky 1999-2002) je +0,5 %. Fakt, že v absolutních číslech došlo za sledované období k úbytku, ale v procentním zastoupení naopak k nárůstu, je třeba číst tak, že úbytek Alen byl procentně pomalejší, než celkový úbytek žen v ČR.

## Známé Aleny
- Alena Antalová, slovenská herečka
- Alena „Ajka“ Gálová (1956–1993), česká historička umění a kurátorka
- Alena Gajdůšková, česká politička
- Alena Páralová, česká politička
- Alena Schillerová, česká právnička a politička
- Alena Šeredová, česká modelka
- Alena Vránová, česká herečka
- Alena Vrbová, česká spisovatelka a lékařka
- Alena „Ája“ Vrzáňová, česká sportovkyně, krasobruslařka
- Alena Zárybnická, česká meteoroložka a moderátorka pořadu Předpověď počasí na ČT

## Zdrobněliny
Alenka, Ála, Ája, Alča, Alka, Ali, Aluška, Alinka, Al, Alenečka, Aleninka, Áji, Aluška